# Китайская рулетка
«Китайская рулетка» (нем. Chinesisches Roulette) — кинофильм режиссёра Райнера Вернера Фасбиндера, вышедший на экраны в 1976 году.

## Сюжет
В пятницу в Мюнхене супружеская пара прощается друг с другом на выходные. Она (Маргит Карстенсен) собирается в Милан, он (Александр Аллерсон) — в Осло. В тот же вечер они внезапно встречаются в принадлежащем им замке. Она в сопровождении любовника (Улли Ломмель), он — со своей любовницей (Анна Карина). Неожиданно появляется и их дочь-инвалид Ангела (Андреа Шобер) со своей немой воспитательницей (Маша Мериль). Всех их обслуживают экономка (Бригитта Мира) и её сын-графоман Габриэль (Фолькер Шпенглер). После фазы неуверенности и неловкости Ангела, которая оказывается умнее своих ненавистных родителей, устраивает «китайскую рулетку», своего рода игру в правду.
Свой фильм о семейных ценностях в послевоенной Германии Райнер Вернер Фасбиндер заканчивает титром «Вы готовы вступить в брак и хранить друг другу верность, пока смерть не разлучит вас?».

## В ролях
- Маргит Карстенсен — Ариана Христ
- Александр Аллерсон — Герхард Христ
- Андреа Шобер — Ангела Христ
- Улли Ломмель — Кольб
- Анна Карина — Ирен Картис
- Маша Мериль — Трауниц
- Бригитта Мира — Каст
- Фолькер Шпенглер — Габриэль Каст